# 伊萬奇齊 (羅日謝區)
50°49′25″N 25°9′44″E / 50.82361°N 25.16222°E
伊萬奇齊（烏克蘭語：Іванчиці），是烏克蘭的村落，位於該國西部沃倫州，由盧茨克區負責管轄，始建於1583年，面積2.2平方公里，海拔高度196米，2001年人口313，人口密度每平方公里142.14人。